# Miquel Pla Colls
Miquel Pla Colls (Fortià, l'Alt Empordà, 4 de maig de 1907 - Girona, 12 d'agost de 1939) va ser un sindicalista i secretari municipal de diversos municipis.

## Biografia
Fill de Tomàs Pla Salleras (1878), propietari rural de Fortià, i la riumossenca Encarnació Colls Gibert (1880), va créixer a cal Marquès, casa pairal dels Pla. Tenia tres germans: Dolors (Fortià, 1911), Encarnació (Fortià, 1914) i Tomàs (Fortià, 1921). Va cursar els seus estudis a la Institució Agrícola de Fortianell, regentada pels germans de la Salle de l'Institució Agrícola Saint Joseph, de Limós. Era una escola destinada als fills de propietaris rurals perquè modernitzessin les explotacions familiars.
Amb l'adveniment de la Segona República, amb vint-i-tres anys, va ser escollit alcalde provisional i president de la Junta de Defensa de la República l'abril de 1931. Era l'impulsor de la joventut republicana de Fortià juntament amb altres fortianencs com Joan Cabrafiga Solà o Aureli Sala Cabrafiga. El seu pare ocuparia l'alcaldia a partir del maig de 1931 com a vencedor de les eleccions municipals a Fortià. Aquell mateix any va ser el president provisional del Centre Agrícola i Social de Fortià fins a la formació de la junta escollida pels socis el mes de setembre. Va ser membre fundador de l'ASA, en representació de Fortià, i vocal de la seva primera junta directiva i firmant del manifest per retenir la meitat de la renda pactada amb els propietaris l'agost de 1932. També va ser candidat de l'Esquerra Federal Agrària Obrera al Parlament de Catalunya a les eleccions de 20 de novembre de 1932. Obtingué un 23,5% de vots a Sant Pere Pescador i un 35,7% a Fortià, on va ser el més votat. Va ser escollit el 1933 per representar els pagesos sense terra a la Junta Agrària de Girona.
A finals de 1933 va accedir al càrrec de secretari municipal de Fortià després d'haver treballat els anys anteriors al costat del seu pare per agilitzar l'administració municipal i la construcció de l'Escola Teresa de Pallejà. El 1934 va entrar en el món de la maçoneria a la lògia la Luz de Figueres, de la qual formava part el seu oncle Enric Pla Salleras (Pals, 1886). Arran dels Fets d'Octubre de 1934 va ser detingut i va perdre la secretaria fortianenca i la de l'Ajuntament de Santa Llogaia d'Àlguema.
El febrer de 1936 VA tornar a ocupar la seva plaça interina a Fortià. El mateix mes també va ocupar el càrrec de secretari de Sant Pere Pescador, on el seu sogre Joan Costabella Torres era alcalde. A partir d'aleshores la família s'instal·là a Sant Pere i Pla tingué un paper clau a la població un cop esclatada la guerra i la revolució. El novembre de 1936 seria destituït del seu càrrec a Fortià i va centrar els seus esforços al municipi santperenc amb la redacció de la Carta Municipal per municipalitzar la propietat i eliminar l'explotació en el treball. Com a membre de la Confederació Nacional del Treball va representar els pagesos del municipi als Plens Regionals de la CNT de 1936 i 1937. Arran dels Fets de Maig va caure en desgràcia i aconseguí la secretaria del Vendrell. Allí s'afiliaria el 1938 al Partit Sindicalista.
El gener de 1939 va ser detingut per les autoritats franquistes, però va ser posat en llibertat gràcies al testimoni d'alguns vendrellencs per la bona tasca feta al capdavant del seu ajuntament. Poc després de ser posat en llibertat es dirigí a Sant Pere Pescador per retrobar-se amb la seva dona i els seus dos fills. Tanmateix, seria detingut a l'Estació de França per la delació d'un feixista santperenc que el va reconèixer. De la Presó Model de Barcelona va ser enviat al Castell de Sant Ferran de Figueres, per ser jutjat i condemnat a mort el 13 de maig de 1939. Poc després quedaria vidu per la mort per malaltia de la seva dona Dolors Costabella (1909-1939). Miquel Pla fou executat al Cementiri Municipal de Girona el 12 d'agost, juntament amb altres trentra-tres homes, per part d'un escamot del Terç del Requetè d'Àlaba.

## Homenatge
L'any 2019, en record i homenatge a la figura de Miquel Pla Colls, el municipi de Fortià va aprovar donar el seu nom a una plaçam just al costat de l'antiga seu de la Casa de la Vila, situada sobre la sagristia de l'església de Sant Julià i Santa Basilissa de Fortià. El març de 2020 es va aprovar entregar a títol pòstum el Segell de Fortià als seus fills Encarnació i Francesc Pla Costabella.